# Colonia militar de Miranda
La Colônia militar de Miranda se localizaba a ochenta kilómetros a SSO de Nioac, próxima a las nacientes del río Miranda, en el actual estado de Mato Grosso del Sur, en el Brasil. 

## Historia
A partir de 1859 (1860 cf. SOUZA, 1885:139) fue fundada por la presidencia de la Provincia de Mato Grosso, siguiendo una orientación del gobierno imperial, una colonia militar en el lugar, con la función declarada de auxiliar a la navegación y al comercio entre la Provincia de Paraná y la de Mato Grosso. Implícitamente, debería vigilar y guarnecer la frontera del río Apa con el Paraguay.
Este establecimiento fue arrasado por fuerzas paraguayas a principios de 1865, el mismo año en que la comisión de ingenieros encargada de reconocer el área entre el río Taquary (a norte) y el río Miranda (a sur) relató no tener la posición ningún valor estratégico, y por el contrario, siendo foco de fiebres intermitentes (malaria).
No confundir la Colônia de Miranda con la villa de Miranda, en la región, al norte, en las márgenes del río M'boteteí (río Miranda), que, en la época de la Guerra de la Triple Alianza (1864-1870), también estuvo envuelta en el mismo episodio inmortalizado por Taunay: como la Retirada da Laguna.